# Уральское (Оренбургская область)
Ура́льское — село в Кваркенском районе Оренбургской области России. Административный центр Уральского сельсовета.

## История
В 1959 году указом Президиума Верховного Совета РСФСР населённый пункт центральной усадьбы совхоза имени Розы Люксембург переименован в село Уральское.

## Население
| 2010 |
| ---- |
| 487  |

## Улицы
| - ул. Восточная, - ул. Молодёжная, - ул. Родничная, - ул. Строителей, | - ул. Уральская, - ул. Целинная, - ул. Центральная, - ул. Школьная. |